# António Sousa
António Augusto Gomes de Sousa, mais conhecido por António Sousa (São João da Madeira, 28 de abril de 1957), é um ex-futebolista português que atuava como médio.

## Carreira

### FC Porto
Chegou pela primeira vez ao FC Porto em 1979. Conseguiu a final da Taça dos Clubes Vencedores de Taças de 1983–84, no entanto perdeu a mesma final por 2–1 para a Juventus. Conquistou finalmente um título europeu em 1987, com a vitória da Taça dos Clubes Campeões Europeus de 1986–87 sobre o Bayern de Munique por 2–1.

## Títulos
- Supertaça Cândido de Oliveira: 1981, 1983, 1986
- Taça de Portugal: 1983–84, 1987–88
- Taça dos Campeões Europeus: 1986–87
- Taça Intercontinental: 1987
- Supertaça Europeia: 1987
- Primeira Divisão: 1987–88